# Centropen

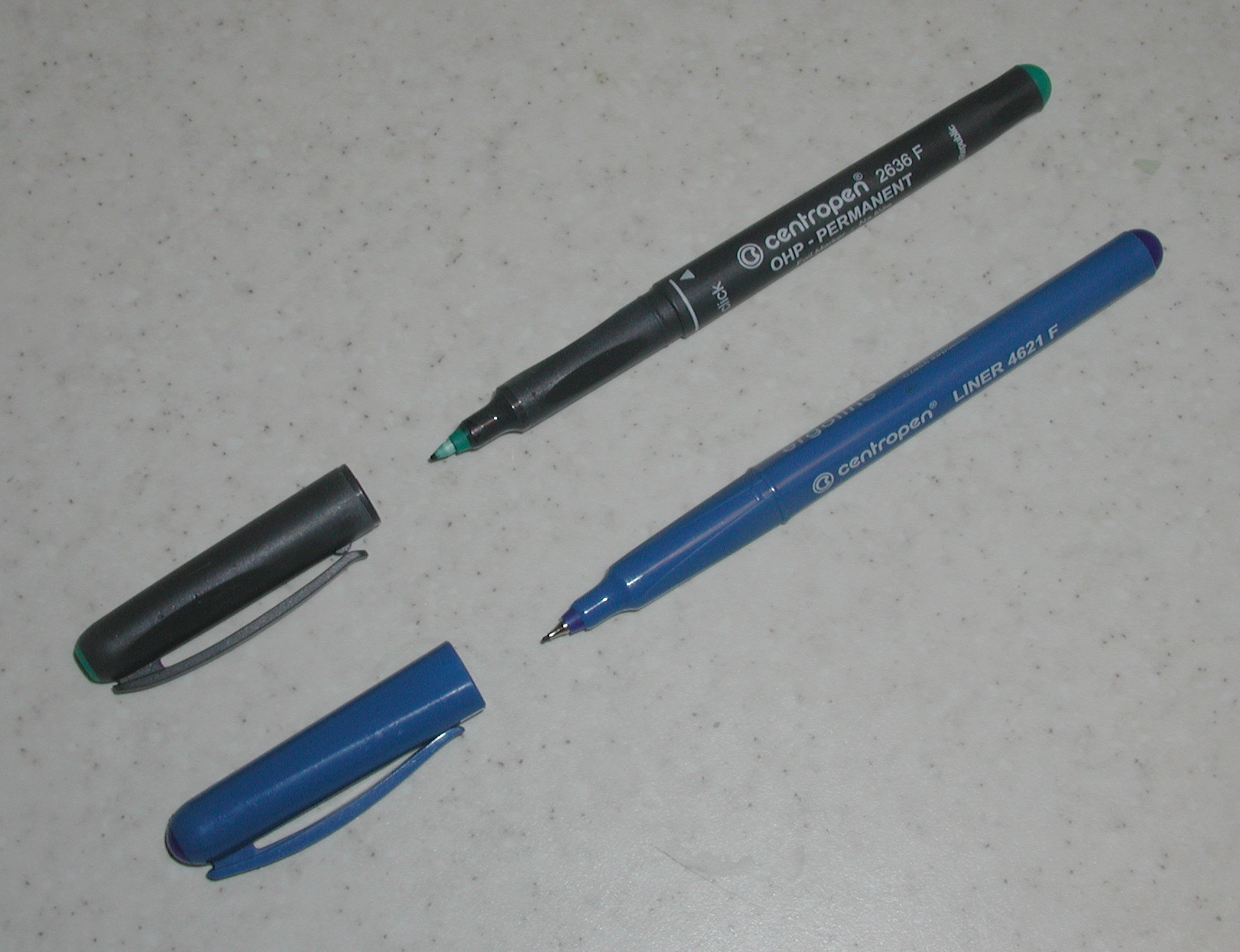
popisovače Centropen

CENTROPEN, a.s. je česká firma se sídlem v Dačicích. Vyrábí školní a kancelářské psací potřeby a provádí potisk reklamních a dárkových předmětů.

## Historie
V roce 1940 se spojily malé dílny na plnicí pera podnikatelů Antonína Stejskala a Josefa Novotného pod značkou Steno. Firma se opět rozdělila v roce 1945, větší z nich fungovala pod značkou Omega. V roce 1948 došlo ke znárodnění všech provozů v Dačicích. Výroba se dostala pod pardubický podnik na výrobu plastů Centropen. Od roku 1964 začal Centropen fungovat jako odštěpený závod společnosti KOH-I-NOOR. Roku 1989 se ze společnosti stal státní podnik a roku 1992 soukromá akciová společnost.

## Výroba
Psací potřeby jsou vyráběny z litvínovského polypropylenu dodávaného firmou Unipetrol. Ten se poté lisuje a barví. Hroty se vyrábí pletením na textilních strojích a poté tvrzením pryskyřicí. Obdobně jsou vyráběny tampony, do kterých se poté jehlou napouští inkoust, dnes už schopný až 60 dní nezaschnout. Foukací fixy vyrábí Centropen jako jediný evropský závod s povolením k výrobě od amerického majitele patentu. V současnosti se Centropen soustředí na výrobu psacích potřeb s trojúhelníkovitou úchopnou částí a ergonomický design výrobků.